# Allysa Seely
Allysa Ann Seely (Glendale, 4 gennaio 1989) è una triatleta paralimpica statunitense.

## Biografia
Seely è cresciuta a Glendale, in Arizona, dove si è diplomata alla Mountain Ridge High School nel 2007. Successivamente ha frequentato l'Università statale dell'Arizona.
Nel settembre 2008 Seely disputò il suo primo triathlon per una raccolta fondi per la ricerca sul cancro e successivamente si unì alla squadra di triathlon dell'Università dell'Arizona. Nel 2010 gli vennero diagnosticate la sindrome di Arnold-Chiari, l'invaginazione basilare e la sindrome di Ehlers-Danlos. Nell'agosto 2013 la sua gamba sinistra venne amputata sotto il ginocchio.
Nel 2020, inoltre, gli venne diagnosticata un'endocardite ed una trombosi al cuore.
Seely attualmente risiede a Colorado Springs con il suo golden retriever e si allena presso il United States Olympic Training Center.

## Carriera
Seely era classificata a livello nazionale nel triathlon prima della diagnosi e della successiva amputazione. È stata tre volte campionessa del mondo di paratriathlon avendo vinto il titolo nel 2015, 2016 e 2018.
Nel 2016 ha gareggiato alle Paralimpiadi di Rio vincendo la medaglia d'oro nel triathlon classe PT2. Ha preso parte anche nell'atletica leggera correndo i 200 metri femminili dove si è classificata sesta.
Nel 2020 ha gareggiato alle Paralimpiadi di Tokyo dove ha vinto la sua seconda medaglia d'oro nel paratriathlon, difendendo il suo titolo conquistato quattro anni prima.

## Palmarès
- Giochi paralimpici

Paralimpiadi estive del 2020 di Tokyo:
oro nel triathlon classe PTS2
Paralimpiadi estive del 2016 di Rio de Janeiro: 
oro nel triathlon classe PT2